# Сајмон Фрејзер (истраживач)
Сајмон Фрејзер (20. мај 1776 — 18. август 1862) био је трговац крзном и истраживач шкотског порекла који је уцртао већи део данашње канадске провинције Британска Колумбија . Основао је и прво европско насеље у Британској Колумбији.
Био је запослен у Северозападној компанији са седиштем у Монтреалу. До 1805. године био је задужен за све операције компаније западно од Стеновитих планина . Био је одговоран за изградњу првих трговачких станица у тој области, а 1808. је истражио оно што је данас познато као река Фрејзер, која носи његово име. Фрејзерови истраживачки напори били су делимично одговорни за то што је канадска граница касније успостављена на 49. паралели (после рата из 1812. године), пошто је он, као британски поданик, био први Европљанин који је успоставио стална насеља у овој области. Према историчару Александру Бегу, Фрејзеру је „нуђено да буде витез, али је одбио ту титулу због свог ограниченог богатства“. 